# Vejstrup
Vejstrup is een plaats in de Deense regio Zuid-Denemarken, gemeente Svendborg. De plaats telt 442 inwoners (2008).

## Station

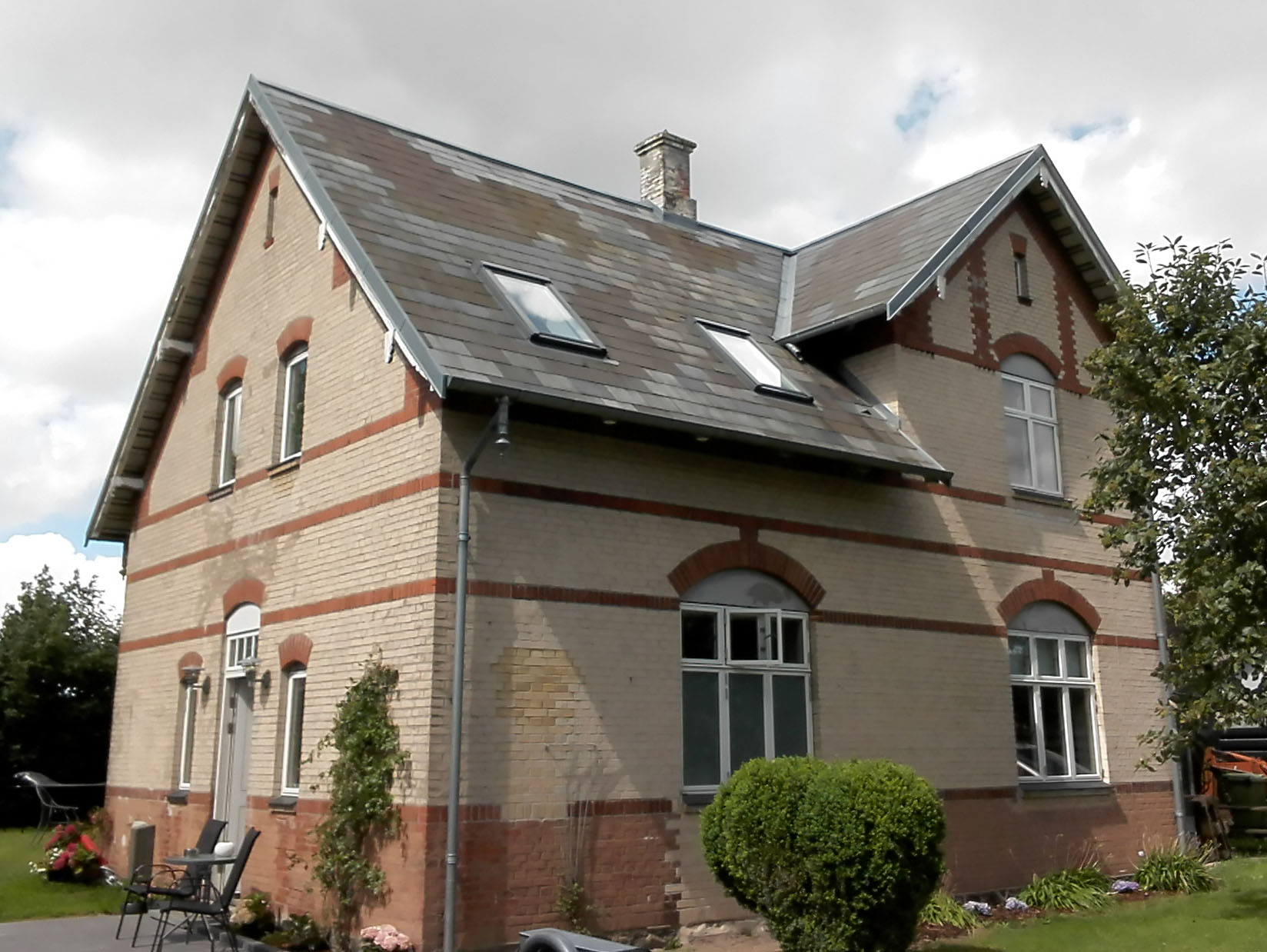
Voormalig station

Vestrup ligt aan de voormalige spoorlijn Svendborg - Nyborg. De spoorlijn werd in 1964 gesloten, maar het station uit 1897 is bewaard gebleven.